# Dimman
Dimman, (originaltitel The Mist), är en skräckroman skriven av Stephen King. En filmatisering av romanen med namnet The Mist regisserad av Frank Darabont släpptes 2007.

## Handling
En grupp människor fastnar i en mataffär när en mystisk dimma plötsligt drar in över staden. I dimman finns obeskrivbara monster och det är omöjligt att gå ut. Människor inne i butiken börjar förlora förståndet samtidigt som monstren försöker tränga igenom barrikaderna.